# 1119
1119 (MCXIX) je bilo navadno leto, ki se je po julijanskem koledarju začelo na sredo.

## Dogodki

### Evropa
- 2. februar - Po smrti papeža Gelazija II., ki je umrl v izgnanstvu, je novo izvoljen papež Kalist II., 162. po seznamu. Papež Kalist II., s pravim imenom Gvido Burgundski, izhaja iz bogate plemiške družine burgundskih grofov (Franche-Comté).
- 17. julij - Umrlega flandrijskega grofa Baldvina VII. nasledi Karel I. Dobri.
- 20. avgust - Bitka pri Brémuleju: odločujoča zmaga Angležev pod vodstvom Henrika I. Angleškega proti normandijskim upornikom, ki jim asistira francoski kralj Ludvik VI.. Medtem ko francoski kronisti slavijo bitko s slavopevi o hrabrosti kralja Ludvika VI., so angleški kratki in jedrnati: bitka zahteva tri žrtve na francoski strani, ostali se predajo.↓
- → Ludvik VI. je primoran priznati Henrikovega sina Vilijema Adelina za vojvodo Normandije.
- 19. september - Anglija: silovit potres v regiji West Midlands.
- 30. oktober - Koncil v Rheimsu: ker rimsko-nemški cesar Henrik V. prispe v Rheims v spremstvu svoje vojske, ga papež Kalist II. ob podpori Francozov in Burgundcev pusti pred vrati in izobči Henrika V. skupaj z njegovim  protipapežem Gregorjem VIII..↓
- → Na koncilu v Rheimsu papež še obtoži krivoversko gibanje petrobrusijancev, poimenovano po njihovem voditelju Petru iz Bruisa. Njegovo učenje v marsičem predhaja protestantizem.
- Rekonkvista: aragonski kralj Alfonz I. leto dni po osvojitvi Zaragoze osvoji še preostala mavrska manjša mesta v regiji: Tratazono, Borjo, Fuentes in Cariñeno. 1120 ↔

### Bližnji vzhod
- 28. junij - Bitka na Ager Sanguinisu: Seldžuki iz Alepa pod vodstvom atabega Ilghazija odločujoče porazijo vojsko kneževine Antiohije, ki jo vodi regent Roger Salernijski. Na strani križarjev so le redki preživeli bitko in Seldžuki so imeli odprto pod do zavzetja Antiohije, a so z izjemo Antiohije v naslednjih dnevih zavzeli skoraj vsa ostala mesta pod nadzorom kneževine. Bitka je kritično oslabila Antiohijo, ki je v naslednjih desetletjih prešla pod vpliv Jeruzalemskega kraljestva in Bizantinskega cesarstva.
- 14. avgust - Bitka pri Habu: zmaga križarjev pod vodstvom jeruzalemskega kralja Baldvina II. proti Seldžukom, ki jih vodi atabeg Ilghazi. Med bitko sta obe strani utrpeli težke izgube, vendar je Balvinu II. s taktično zmago uspelo zavarovati križarske osvojitve.
- Ustanovitev meniškega viteškega Reda siromašnih vitezov Kristusa in Salomonovega templja, krajše - Templarjev.[1]

### Kitajska
- Kitajski učenjak in inženir Zhu Yu v delu Pingzhou Ketan predstavi uporabo kompasa pri plovbi in opiše gradnjo ladijskih trupov s prekati.

## Rojstva
- 28. februar - cesar Xizong, dinastija Jin († 1150)
- 7. julij - cesar Sutoku, 75. japonski cesar († 1164)
- Ludvik I. Wirtemberški, grof Wirtemberga († 1158)
- Matija I., vojvoda Zgornje Lorene († 1176)
- William de Warenne, angleški plemič, 3. grof Surrey, križar († 1148)

## Smrti
- 17. januar - Baldvin VII., flandrijski grof (* 1095)
- 29. januar - papež Gelazij II.
- 28. junij - Roger Salernijski, antiohijski regent
- 13. oktober - Alan IV., bretonski vojvoda
- Sporno: Jehan de Vezelay, verjetno fiktiven soustanovitelj templjarjev